# Mühlhausen (Erlangen-Höchstadt)
Mühlhausen é um município da Alemanha, localizado no distrito de Erlangen-Höchstadt, no estado de Baviera.